# Klaus Eusebius Jakobsen
Klaus Eusebius Jakobsen (født 11. januar 1947 i Hornbæk) er en dansk skoleleder og radikal kommunalpolitiker. Han har været rektor for Bagsværd Kostskole 1984-93 og Herlufsholm Skole 1993-2016. Han sad i byrådet i Næstved Kommune fra 2018 til 2021 og var første viceborgmester.

## Opvækst og uddannelse
Han er søn af viceskoledirektør Kaj Eusebius Jakobsen og hustru Ester, f. Nielsen. Han er gift med lektor Inge Olhoff-Jakobsen, f. Olhoff, født 29. juni 1963.
Han blev student fra Helsingør Gymnasium i 1966 og blev cand.mag. i historie og samfundsfag fra Københavns Universitet i 1974.

## Karriere
Han blev først adjunkt ved Rønne Statsskole 1974, administrativ inspektor 1977; dernæst rektor for Bagsværd Kostskole og Gymnasium 1984-93; rektor for Herlufsholm Skole 1993-2016; leder af den pædagogiske side samt driftssiden af Herlufsholm Skole og Gods fra 2013.
Formand for Rønne Ungdomsboliger 1980-84, formand for bestyrelsen for Næstved Boldklub 2005-07.
Medlem af bestyrelsen for Gymnasieskolernes Rektorforening 1986-90, SOS Børnebyerne i Danmark 1998-2004, Dansk Samvirke 1994-98 og Næstved Museum 1998-2000.
Medlem af aktionærforeningen for BG Bank i Næstved 1998-2002.
Formand for De private Gymnasier og Studenterkurser 2010-13.
Han er ridder af Dannebrog. Fra 2018 til 2021 var han 1. viceborgmester i Næstved Kommune, efter han ved kommunal- og regionsrådsvalget i 2017 blev valgt til byrådet for Radikale Venstre. Han blev ikke genvalgt til byrådet ved kommunalvalget i 2021.
Siden 2021 har han været formand for den forening, der afholder middelaldermarkedet Næstveds Søjler.

## Øvrige kilder
- Kraks Blå Bog